# بیضاء برج
بیضاء برج (به عربی: بیضاء برج) یک شهرداری در الجزایر است که در استان سطیف واقع شده‌است.